# Hromada urbană Mirhorod
Hromada urbană Mirhorod este o comunitate teritorială din Ucraina, în raionul Mirhorod din regiunea Poltava. Reședință este orașul Mirhorod.
Hromada urbană are o suprafață de 616,2 km² și o populație de 50.467 locuitori (2020).

## Așezări
Hromada este formată din orașul Mirhorod și 36 de sate: